# Geōrgios Vagiannidīs
Geōrgios Vagiannidīs (in greco Γεώργιος Βαγιαννίδης?; Atene, 12 settembre 2001) è un calciatore greco, difensore dello Sporting Lisbona e della nazionale greca.

## Caratteristiche tecniche
È un terzino destro dotato tecnicamente e soprattutto nel dribbling, in possesso di una buona capacità di corsa e bravo in fase di spinta; abile anche in quella difensiva, è altresì bravo negli inserimenti offensivi. Può essere schierato anche come esterno di centrocampo.

## Carriera

### Club
Cresciuto nel settore giovanile del Panathīnaïkos, ha esordito in prima squadra il 5 dicembre 2019, nella partita di Coppa di Grecia vinta per 2-0 contro il Panachaiki. Il 3 giugno 2020 si trasferisce all'Inter, con cui firma un quadriennale; il 1º ottobre seguente passa in prestito al Sint-Truiden, con cui tuttavia colleziona soltanto una presenza.
Il 3 settembre 2021 fa ritorno al Panathīnaïkos, con cui si lega fino al 2025.
Il 25 maggio 2024 in occasione della finale di Coppa di Grecia segna il gol vincente in pieno recupero, al minuto 97, che permette al Panathīnaïkos di assicurarsi il suo ventesimo trofeo.
Il 6 agosto 2025 firma a titolo definitivo per lo Sporting Lisbona, in Primeira Liga.

### Nazionale
Ha giocato nelle nazionali giovanili greche Under-17, Under-18, Under-19 ed Under-21.
Il 7 settembre 2024 esordisce in nazionale maggiore nel successo per 3-0 in Nations League contro la Finlandia.

## Statistiche

### Presenze e reti nei club
Statistiche aggiornate al 6 agosto 2025.
| Stagione             | Squadra              | Campionato           | Campionato | Campionato | Coppe nazionali | Coppe nazionali | Coppe nazionali | Coppe continentali | Coppe continentali | Coppe continentali | Altre coppe | Altre coppe | Altre coppe | Totale | Totale |
| Stagione             | Squadra              | Comp                 | Pres       | Reti       | Comp            | Pres            | Reti            | Comp               | Pres               | Reti               | Comp        | Pres        | Reti        | Pres   | Reti   |
| -------------------- | -------------------- | -------------------- | ---------- | ---------- | --------------- | --------------- | --------------- | ------------------ | ------------------ | ------------------ | ----------- | ----------- | ----------- | ------ | ------ |
| 2019-2020            | Panathīnaïkos        | SL                   | 1          | 1          | CG              | 1               | 0               | -                  | -                  | -                  | -           | -           | -           | 2      | 1      |
| 2020-2021            | Sint-Truiden         | D1                   | 0          | 0          | CB              | 1               | 0               | -                  | -                  | -                  | -           | -           | -           | 1      | 0      |
| 2021-2022            | Panathīnaïkos B      | SL2                  | 13         | 0          | -               | -               | -               | -                  | -                  | -                  | -           | -           | -           | 13     | 0      |
| 2021-2022            | Panathīnaïkos        | SL                   | 2          | 0          | CG              | 0               | 0               | -                  | -                  | -                  | -           | -           | -           | 2      | 0      |
| 2022-2023            | Panathīnaïkos        | SL                   | 19         | 0          | CG              | 3               | 0               | UECL               | 2                  | 0                  | -           | -           | -           | 24     | 0      |
| 2023-2024            | Panathīnaïkos        | SL                   | 22         | 1          | CG              | 6               | 1               | UCL+UEL            | 4+5                | 0                  | -           | -           | -           | 37     | 1      |
| 2024-2025            | Panathīnaïkos        | SL                   | 27         | 1          | CG              | 1               | 0               | UCL+UECL           | 2+9                | 0+0                | -           | -           | -           | 39     | 1      |
| lug. 2025            | Panathīnaïkos        | SL                   | 0          | 0          | CG              | 0               | 0               | UCL                | 1                  | 0                  | -           | -           | -           | 1      | 0      |
| Totale Panathīnaïkos | Totale Panathīnaïkos | Totale Panathīnaïkos | 71         | 3          |                 | 11              | 1               |                    | 23                 | 0                  |             | -           | -           | 105    | 4      |
| 2025-2026            | Sporting Lisbona     | PL                   | -          | -          | CP+CdL          | -               | -               | UCL                | -                  | -                  | SP          | -           | -           | -      | -      |
| Totale carriera      | Totale carriera      | Totale carriera      | 84         | 2          |                 | 12              | 1               |                    | 23                 | 0                  |             | -           | -           | 119    | 3      |

### Cronologia presenze e reti in nazionale
| Cronologia completa delle presenze e delle reti in nazionale ― Grecia | Cronologia completa delle presenze e delle reti in nazionale ― Grecia | Cronologia completa delle presenze e delle reti in nazionale ― Grecia | Cronologia completa delle presenze e delle reti in nazionale ― Grecia | Cronologia completa delle presenze e delle reti in nazionale ― Grecia | Cronologia completa delle presenze e delle reti in nazionale ― Grecia | Cronologia completa delle presenze e delle reti in nazionale ― Grecia | Cronologia completa delle presenze e delle reti in nazionale ― Grecia |
| Data                                                                  | Città                                                                 | In casa                                                               | Risultato                                                             | Ospiti                                                                | Competizione                                                          | Reti                                                                  | Note                                                                  |
| --------------------------------------------------------------------- | --------------------------------------------------------------------- | --------------------------------------------------------------------- | --------------------------------------------------------------------- | --------------------------------------------------------------------- | --------------------------------------------------------------------- | --------------------------------------------------------------------- | --------------------------------------------------------------------- |
| 7-9-2024                                                              | Il Pireo                                                              | Grecia                                                                | 3 – 0                                                                 | Finlandia                                                             | UEFA Nations League 2024-2025 - 1º turno                              | -                                                                     | 77’                                                                   |
| 10-9-2024                                                             | Dublino                                                               | Irlanda                                                               | 0 – 2                                                                 | Grecia                                                                | UEFA Nations League 2024-2025 - 1º turno                              | -                                                                     | 89’                                                                   |
| 10-10-2024                                                            | Londra                                                                | Inghilterra                                                           | 1 – 2                                                                 | Grecia                                                                | UEFA Nations League 2024-2025 - 1º turno                              | -                                                                     | 85’                                                                   |
| 23-3-2025                                                             | Glasgow                                                               | Scozia                                                                | 0 – 3                                                                 | Grecia                                                                | UEFA Nations League 2024-2025 - Play-off                              | -                                                                     |                                                                       |
| 7-6-2025                                                              | Candia                                                                | Grecia                                                                | 4 – 1                                                                 | Slovacchia                                                            | Amichevole                                                            | -                                                                     |                                                                       |
| Totale                                                                |                                                                       | Presenze                                                              | 5                                                                     |                                                                       | Reti                                                                  | 0                                                                     |                                                                       |

## Palmarès

### Club

#### Competizioni nazionali
- Coppa di Grecia: 2

Panathīnaïkos: 2021-2022, 2023-2024